# Made in Abyss
Made in Abyss (メイドインアビス, Meido in Abisu litt. « Fabriqué en Abysse », souvent abrégé MIA) est un manga écrit et dessiné par Akihito Tsukushi. Il est pré-publié en ligne depuis octobre 2012 dans le magazine Web Comic Gamma de l'éditeur Takeshobo. Quatorze tankōbon volumes sont sortis en date d'août 2025. La version française est publiée par l'éditeur Ototo depuis mai 2018.
Une adaptation en anime par Kinema Citrus a été diffusée de juillet à septembre 2017. Deux films récapitulatifs de la première saison, L'aube du voyage et Le crépuscule errant, sont sortis en janvier 2019. Un film d'animation intitulé L'Aurore de l'Âme des Profondeurs, est sorti au Japon en janvier 2020. Une deuxième saison a été diffusée de juillet à septembre 2022. Un film faisant suite à la deuxième saison est annoncé pour 2026. Pour les pays francophones, la série et les films d'animation sont disponibles sur Wakanim et Crunchyroll. Une adaptation en film live-action est en développement. Un Jeu vidéo de rôle d'action développé par Chime Corporation et publié par Spike Chunsoft est sorti en septembre 2022.

## Histoire
L’histoire se concentre autour d’une orpheline nommée Rico, vivant dans la ville de Orse, située dans la mer de Béoruska. La cité entoure un étrange et immense gouffre, communément appelé « l’Abysse ». L’Abysse recèle des artefacts et des vestiges d’une ancienne civilisation disparue, et est de fait un lieu prisé par les caverniers pour l’excavation de ces objets pouvant être vendus à l’étranger. Ces caverniers entreprennent de dangereuses expéditions à travers la brume du gouffre pour en trouver le plus possible. Cependant, plus une personne descend dans l’Abysse, plus la malédiction de celui-ci pèse sur sa santé, des symptômes de plus en plus graves se présentant lors de la remontée des différents niveaux. Peu d’aventuriers sont descendus dans les zones les plus basses et sont remontés pour narrer leur expérience.
Lisa, la mère de Rico est une des cavernières légendaires, qui a pu descendre dans les niveaux les plus profonds de l’Abysse. Alors que la jeune fille explore le gouffre, elle rencontre un robot qu'elle nomme Légu, qui ressemble à un garçon humain. Tous les deux se lient d’amitié. Mais lorsqu'un message de Lisa remonte de l’Abysse invitant sa fille à la retrouver au fond du gouffre, Rico dit adieu à ses amis et entreprend avec Légu le voyage à travers l’Abysse pour retrouver sa mère. Et ceci malgré les risques, son inexpérience, et le fait que la malédiction de l’Abysse l'empêche à tout jamais de remonter.

## Personnages
Rico (リコ, Riko)
Voix japonaise : Miyu Tomita, voix française : Caroline Combes,
Rico est une enfant énergique de 12 ans voulant imiter sa mère, une cavernière légendaire du nom de Lisa, disparue dans l’Abysse il y a dix ans. Rico est au début de l’histoire une novice en formation à l’orphelinat de Bercello. En tant qu’apprentie, elle possède un sifflet rouge. Ses yeux furent abimés lorsque sa mère l'a remontée de l'Abysse à sa naissance. Ainsi, malgré une vision normale, elle ne peut regarder le monde alentour qu'au travers de verres spéciaux, sans quoi elle souffre de maux de tête.
Légu (レグ, Regu)
Voix japonaise : Mariya Ise, voix française : Fanny Bloc,
Légu est un robot amnésique ayant la forme d’un garçon humain. Ne se souvenant même plus de son nom, il a reçu le nom de Légu d’après le chien de Rico. Il peut manger de la nourriture humaine malgré sa condition. Ses bras sont mécaniques et extensibles, et dans la paume de ses mains il possède un rayon de feu capable de détruire jusqu’à la roche sur un rayon de plusieurs dizaines de mètres, mais l'utiliser est très énergivore pour lui. Rico donne à cette arme dévastatrice le nom d’ « incinérateur ».
Nanachi (ナナチ)
Voix japonaise : Shiori Izawa, voix française : Emmylou Homs (saison 1), Valérie Bachère (film et saison 2) ,
Nanachi est un cavernier avec une apparence animale. Nanachi utilise toujours des pronoms neutres, et l'écrivain a délibérément laissé son genre ambigu.
Enfants, Nanachi et une jeune fille qui devint son amie, Meethi (ミーティ Mīti), furent amenées par Bondold au cinquième niveau de l'abysse dans le cadre d'une de ses expériences (qu'il leur garda secret).
Durant cette dernière, Meethi perdit son humanité et devint immortelle. Bien qu'il/elle conserva la sienne, Nanachi fut touché(e) par la "Bénédiction", un phénomène rare que Bondold espérait obtenir.
Nanachi s'échappa avec Meethi du laboratoire de Bondold pour l'épargner de ses expériences cruelles. Nanachi prit soin de cette dernière jusqu'à que Légu se servit de l'Incinérateur pour la tuer, puis accepta de se joindre à Rico et Légu lors de leurs voyages vers les niveaux inférieurs.
Ōzen (オーゼン)
Voix japonaise : Sayaka Ohara, voix française : Nathalie Homs
Ōzen est une des sifflets blancs légendaires, connue sous le nom d’Ōzen l’immobile, le seigneur figé. Elle garde le poste d'observation situé en bas du deuxième palier et veille sur une relique appelée "le berceau". Elle faisait partie de l'expédition pour trouver la cloche silencieuse. Elle possède une force surhumaine et semble vieillir très peu. Elle est également la professeure de Lisa.
Son sifflet représente une sorte de tête de taureau.
Malrk (マルルク, Maruruku)
Voix japonaise : Aki Toyosaki, voix française : Estelle Darazi
Malrk est un sifflet bleu au service d'Ōzen. Bien qu'il s'habille comme une fille, c'est un garçon (ni le manga ni la série n'est explicite à ce sujet mais la description de Malrk dans le trio d'artbook est très claire). Il est l'apprenti d'Ōzen depuis que celle-ci lui a sauvé la vie. Il ne remonte jamais à la surface car à force de vivre dans les profondeurs, il craint la lumière du soleil.
Jiruo (ジルオ)
Voix japonaise : Taishi Murata, voix française : Martin Faliu,
Jirwo est un sifflet violet (grade : maître) qui travaille à l'orphelinat de Bercello. Il a été le disciple de Lisa et veille discrètement sur Rico. C'est notamment lui qui lui révèle qu'elle est née dans l'Abysse. Il comprend également quelle est la nature de Légu dès leur première rencontre et protège son secret.
Nut (ナット, Natto)
Voix japonaise : Mutsumi Tamura, voix française : Natacha Gerritsen,
Nut est un orphelin sifflet rouge et ami de Rico. Autrefois, il récupérait des déchets toxiques avec sa sœur et a rejoint l'orphelinat après la disparition de celle-ci. Il connaît bien les quartiers pauvres d'Orse et aide Légu et Rico au moment de leur fuite.
Shiggy (シキー, Shikī)
Voix japonaise : Manami Numakura, voix française : Audrey Sablé,
Shiggy est un sifflet rouge de l'orphelinat de Bercello. Il aide lui aussi Rico et Légu au moment de leur fuite.
Kiyui (キユイ)
Voix japonaise : Manami Hanawa, voix française : Estelle Darazi
Kiyui est le petit frère de Shiggy. Trop jeune pour partir en exploration, il porte un grelot au lieu d'un sifflet autour du cou.
Bondold (ボンドルド, Bondorudo)
Voix japonaise : Toshiyuki Morikawa, voix française : Sylvain Agaësse
Bondold est un sifflet blanc légendaire connu sous le nom de "Bondold le neuf", ou "le seigneur de l'aurore". Il vit à l'avant-poste Ido, au niveau de la mer de cadavre, frontière entre le cinquième et le sixième niveau, où il mène des expérimentations sur la malédiction de l'Abysse. Grâce à la relique Zoaholic, Bondrewd contrôle un groupe de sifflets noirs, les "Mains en prière", qui sont capables de recevoir son esprit si son être physique venait à mourir.
Son sifflet blanc représente deux mains squelettiques jointes en prière.
Prushka (プルシュカ, Purushuka)
Voix japonaise : Inori Minase, voix française : Clara Soares
Prushka est la fille adoptive de Bondold, qui a passé toute sa vie dans le cinquième niveau. Elle est attachée à son père adoptif et l'appelle "Papa". Prushka se lie d'amitié avec Rico et souhaite l'aider dans son aventure dans les Abysses.
Lisa (ライザ, Raiza)
Voix japonaise : Maaya Sakamoto, voix française : Marie-Laure Dougnac
Lisa est une sifflet blanc légendaire, et la mère de Rico. Elle est connue sous le surnom de "l'exterminatrice". Elle possédait une puissante relique appelée "Feuillage embrasé" pouvant servir d'arme. C'est à la suite de la découverte d'une lettre qui lui a été attribuée que sa fille décide de tout tenter pour la rejoindre. Elle a également un lien mystérieux avec Légu.
Son sifflet a un aspect relativement simple comparé à ceux des autres caverniers légendaires ; sa particularité réside dans les motifs particuliers qu'il arbore.
Faputa (ファプタ)
Voix japonaise : Misaki Kuno, voix française : Rune Carmes
Faputa est une créature connue sous le nom de "Princesse immortelle des ombres" qui vit au sixième niveau. Elle a rencontré et s'est liée d'amitié avec Légu avant qu'il ne perde ses souvenirs. Lorsqu'elle rencontre à nouveau ce dernier, Faputa se fâche contre lui pour l'avoir oubliée et est jalouse de son amitié avec Riko et Nanachi. Finalement, elle se liera d'amitié avec eux et rejoindra le groupe dans leur quête pour atteindre le fond des Abysses.

## Manga
Écrit et Ilustré par Akihito Tsukushi, Made in Abyss est un manga japonais qui débute sa publication dans le magazine en ligne Manga Life Win+ (nommé plus tard Web Comic Gamma) de l'éditeur Takeshobo le 20 octobre 2012. Takeshobo publie les chapitres sous format tankōbon. Le premier volume est sorti le 31 juillet 2013. Le 8 août 2025, la série compte 14 volumes.
En France, la série est publiée à partir du 18 mai 2018 par l'éditeur Ototo, et depuis juillet 2025, la série compte 13 volumes.
Une anthologie de manga intitulée Made in Abyss - Official Anthology - les incorrigibles caverniers (メイドインアビス公式アンソロジー　度し難き探窟家たち, Meido in Abisu Kōshiki Ansorojī: Doshigataki Tankutsuka-tachi), a été publié le 29 juillet 2017. En France, l'anthologie est éditée par Ototo le 24 avril 2020. En novembre 2023, un total de cinq anthologies ont été publiées au Japon.

### Censure dans la version française
- Anthologie 1 : Deux chapitres n'ont pas été retenu[17].
- Tomes 11 et 13 : Les illustrations derrière les couvertures n'ont pas été retenu.
- Tome 12 : Les tétons ont été recouverts par le logo Made in Abyss sur la couverture[fr 2], comme dans les versions anglaise et polonaise.

### Liste des volumes
| no | Japonais         | Japonais          | Français          | Français          |
| no | Date de sortie   | ISBN              | Date de sortie    | ISBN              |
| --- | ---------------- | ----------------- | ----------------- | ----------------- |
| 1 | 31 juillet 2013  | 978-4-8124-8380-0 | 18 mai 2018       | 978-2-37717-117-0 |
| Liste des chapitres : - Chapitre 01 : Orse, la cité de l'abîme (大穴の街オース, Ōana no Machi Ōsu) - Chapitre 02 : La forêt des arbres fossiles (樹住まいの化石群, Ki Sumai no Kaseki-gun) - Chapitre 03 : L'ancienne salle de torture, la chambre de Rico (元仕置き部屋、リコ私室, Moto Shioki-Beya, Riko Shishitsu) - Chapitre 04 : L'orphelinat Bercello (ベルチェロ孤児院, Beruchero Kojiin) - Chapitre 05 : La fête de la renaissance (復活祭, Fukkatsu-sai) - Chapitre 06 : Le présage (予兆, Yochō) - Chapitre 07 : La veille du départ (出発前夜, Shuppatsu Zen'ya) - Chapitre 08 : Nous partons! (いってきます!, Itte Kimasu!)                                     |                  |                   |                   |                   |
| 2 | 30 juin 2014     | 978-4-8124-8716-7 | 6 juillet 2018    | 978-2-37717-124-8 |
| Liste des chapitres : - Chapitre 09 : 1er niveau, le bord de l'Abysse (深界一層 アビスの淵, Shinkai Issō Abisu no Fuchi) - Chapitre 10 : 2e niveau, la forêt envoûtante (深界二層 誘いの森, Shinkai Nisō Sasoi no Mori) - Chapitre 11 : L'incinérateur (火葬砲, Kasō-hō) - Chapitre 12 : Bas du 2e niveau, la forêt inversée (二層最下部 逆さ森, Nisō Saikabu Sakasa Mori) - Chapitre 13 : Le poste d'observation (監視基地, Kanshi Kichi) - Chapitre 14 : Un sifflet pour lever la malédiction (呪い除けの籠, Noroi Yoke no Kago) - Chapitre 15 : Le seigneur figé (不動卿, Fudō Kyō) - Chapitre 16 : Une pédagogie de voyou (ろくでなしの教授法, Rokudenashi no Kyōju-hō) |                  |                   |                   |                   |
| 3 | 20 juin 2015     | 978-4-8019-5274-4 | 21 septembre 2018 | 978-2-37717-145-3 |
| Liste des chapitres : - Chapitre 17 : L'exercice de survie (生存訓練, Seizon Kunren) - Chapitre 18 : 3e niveau, la grande fissure (深界三層 大断層, Shinkai Sanzō Dai Dansō) - Chapitre 19 : Poison et malédiction (毒と呪い, Doku to Noroi) - Chapitre 20 : Nanachi (ナナチ, Nanachi) - Chapitre 21 : Les souvenirs de Légu (レグの記憶, Regu no Kioku) - Chapitre 22 : La vérité sur la malédiction (呪いの正体, Noroi no Shōtai) - Chapitre 23 : Une expérience terrifiante (恐るべき実験, Osorubeki Jikken) - Chapitre 24 : La délivrance de l'âme (魂の解放, Tamashī no Kaihō)                                                                                         |                  |                   |                   |                   |
| 4 | 30 avril 2016    | 978-4-8019-5516-5 | 18 janvier 2019   | 978-2-37717-174-3 |
| Liste des chapitres : - Chapitre 25 : Survivre aux ténèbres (闇からの生還, Yami Kara no Seikan) - Chapitre 26 : Un nouveau départ (新たなるスタート, Aratanaru Sutāto) - Chapitre 27 : Le champ de fleurs interdit (禁域の花畑, Kin-iki no Hanabatake) - Chapitre 28 : L'accès au 6e niveau (六層への入り口, Roku-sō e no Iriguchi) - Chapitre 29 : Retrouvailles prédestinées (運命の再会, Unmei no Saikai) - Chapitre 30 : Une crise imprévue (思いがけぬ危機, Omoigakenu Kiki) - Chapitre 31 : Espoir et désespoir (絶望と希望, Zetsubō to Kibō) - Chapitre 32 : L'aboutissement d'un violent combat (激闘の果て, Gekitō no Hate)                                        |                  |                   |                   |                   |
| 5 | 26 décembre 2016 | 978-4-8019-5720-6 | 15 avril 2019     | 978-2-37717-200-9 |
| Liste des chapitres : - Chapitre 33 : La vérité derrière le masque (仮面の正体, Kamen no Shōtai) - Chapitre 34 : La contre-attaque (逆襲, Gyakushū) - Chapitre 35 : Souvenirs confus (記憶の混濁, Kioku no Kondaku) - Chapitre 36 : Le jardin miniature de l'aurore (黎明の箱庭, Reimei no Hakoniwa) - Chapitre 37 : La fleur de l'aube (夜明けの花, Yoake no Hana) - Chapitre 38 : Les braves (挑む者たち, Idomu Monotachi) |                  |                   |                   |                   |
| 6 | 29 juillet 2017  | 978-4-8019-6011-4 | 5 juillet 2019    | 978-2-37717-225-2 |
| Liste des chapitres : - How are you quelque part 01 : Légu (レグ, Regu) - Chapitre 39 : La cité du non-retour (還らずの都, Kaerazu no Miyako) - Chapitre 40 : La vie d'ombre (成れ果てし命, Narehateshi Inochi) - Chapitre 41 : Le solde de la valeur (価値の精算, Kachi no Seisan) - Chapitre 42 : La princesse des ombres (成れ果て姫, Narehate Hime) - How are you quelque part 02 : Mio (ミオ, Mio) - How are you quelque part 03 : Jiruo (ジルオ, Jiruo) |                  |                   |                   |                   |
| 7 | 27 juillet 2018  | 978-4-8019-6339-9 | 25 octobre 2019   | 978-2-37717-249-8 |
| Liste des chapitres : - Chapitre 43 : Un danger imminent (迫り来る危機, Semari Kuru Kiki) - Chapitre 44 : La cantine des ombres (成れ果て食堂, Narehate Shokudō) - Chapitre 45 : La prisonnière (囚われし者, Torawareshi Mono) - Chapitre 46 : L'appel (呼び込み, Yobikomi) - Chapitre 47 : Le secret d'un village (村の秘密, Mura no Himitsu) |                  |                   |                   |                   |
| 8 | 30 mai 2019      | 978-4-8019-6627-7 | 28 février 2020   | 978-2-37717-287-0 |
| Liste des chapitres : - Chapitre 48 : La boussole qui pointe vers les ténèbres (全ての始まり, Subete no Hajimari) - Chapitre 49 : La ville d'or (黄金郷, Ōgonkyō) - Chapitre 50 : Le Berceau des désirs (欲望の揺籃, Yokubō no Yōran) - Chapitre 51 : La forme du souhait (願いの形, Negai no Katachi) |                  |                   |                   |                   |
| 9 | 27 juillet 2020  | 978-4-8019-7029-8 | 26 février 2021   | 978-2-37717-366-2 |
| Liste des chapitres : - Chapitre 52 : La promesse de Faputa (ファプタの約束, Faputa no Yakusoku) - Chapitre 53 : Prélude à la chute (崩壊の序曲, Hōkai no Jokyoku) - Chapitre 54 : Tout ce qui se ramasse (拾うものすべて, Hirou mono Subete) - Chapitre 55 : Faputa et Légu (ファプタとレグ, Faputa to Regu) |                  |                   |                   |                   |
| 10 | 29 juillet 2021  | 978-4-8019-7390-9 | 28 octobre 2022   | 978-2-37717-407-2 |
| Liste des chapitres : - Chapitre 56 : Le cadeau (贈り物, Okurimono) - Chapitre 57 : La valeur (価値, Kachi) - Chapitre 58 : Vers le chemin du feu (火の道へ, Hi no Michi e) - Chapitre 59 : Chaleureuses ténèbres (温かい闇, Atatakai Yami) - Chapitre 60 : L'or (黄金, Kogane) |                  |                   |                   |                   |
| 11 | 29 juillet 2022  | 978-4-8019-7802-7 | 29 septembre 2023 | 978-2-37717-543-7 |
| Liste des chapitres : - Chapitre 61 : Tu peux aller n'importe où (どこにでも行ける, Doko ni demo Ikeru) - Chapitre 62 : Le lieu du chant (歌の場所, Uta no Basho) - How are you quelque part 04 : Crawali (ハウアーユードコカクラヴァリ, Hau Ā Yū Doko ka Kuravari) - Chapitre 63 : La flotte maudite (呪詛船団・プロローグ, Juso sendan - Purorōgu) |                  |                   |                   |                   |
| 12 | 31 juillet 2023  | 978-4-8019-8108-9 | 28 juin 2024      | 978-2-37717-580-2 |
| Liste des chapitres : - Chapitre 64 : Chimère (獣相, Jūsō) - Chapitre 65 : En plein conte de fées (ただ中にいる, Tada Naka ni Iru) - Chapitre 66 : Le dernier niveau (最下層, Sai Kasō) |                  |                   |                   |                   |
| 13 | 30 août 2024     | 978-4-8019-8393-9 | 11 juillet 2025   | 978-2-3771-7662-5 |
| Liste des chapitres : - Chapitre 67 : L'emplacement des âmes (魂のありか, Tamashī no ari ka) - Chapitre 68 : Tourbillonpiégeur Partie 1 (渦中厄場 (前編), Kacchaba (Zenpen)) - Chapitre 69 : Tourbillonpiégeur Partie 2 (渦中厄場 (後編), Kacchaba (Kōhen)) - How are you quelque part 05 : ハワユードコカリコ (Hau Ā Yū Doko ka Riko) |                  |                   |                   |                   |
| 14 | 8 août 2025      | 978-4-8019-8710-4 |                   |                   |
| Liste des chapitres : - Chapitre 70 : 兄とでも (Ani to Demo) |                  |                   |                   |                   |
| ー |                  |                   |                   |                   |

## Anime

### Série télévisée
Une adaptation en anime par le studio Kinema Citrus a été diffusée du 7 juillet 2017 au 29 septembre 2017 avec 13 épisodes. Ils reprennent les 3 premiers tomes du manga. La série a été créée par Masayuki Kojima et écrite par Hideyuki Kurata. L’artiste australien Kevin Penkin a composé la bande originale de l’anime. Le générique de début Deep in Abyss est interprété par Miyu Tomita et Mariya Ise (respectivement les voix japonaises de Rico et Légu) et ces derniers interprètent en collaboration avec Shiori Izawa (la voix de Nanachi), le générique de fin Tabi no Hidarite, Saihate no Migite.
Une seconde saison a été annoncée en mai 2021 sous le nom de 
Made in Abyss : La ville d’or incandescente (メイドインアビス 烈日の黄金郷, Made in Abyss : Retsujitsu no Ôgonkyô),. Celle-ci est diffusée du 6 juillet 2022, au 28 septembre 2022. Cette saison est la suite directe de la fin du film L'Aurore de l'Âme des Profondeurs qui lui même est la suite de la saison 1 et reprend l'adaptation du manga à partir du tome 6. Riko Azuna (en) interprète le générique de début intitulé Katachi, tandis que Myth and Roid interprète le générique de fin intitulé Endless Embrace.
Wakanim et Crunchyroll diffusent la série en simulcast dans les pays francophones. Une version française est également proposée par Crunchyroll, celle-ci est dirigée par Bruno Meyere, par des dialogues adaptés de Fanny Maunier.

### Liste des épisodes

#### Saison 1 (2017)
| No                                      | Titre français            | Titre japonais | Titre japonais  | Date de 1re diffusion |
| No                                      | Titre français            | Kanji          | Rōmaji          | Date de 1re diffusion |
| --------------------------------------- | ------------------------- | -------------- | --------------- | --------------------- |
| 1                                       | La Cité de l'abîme        | 大穴の街       | Ōana no Machi   | 7 juillet 2017        |
| Tome 1-Chapitres 01-02-03               |                           |                |                 |                       |
| 2                                       | La fête de la renaissance | 復活祭         | Fukkatsu-sai    | 14 juillet 2017       |
| Tome 1- Chapitres 01-04-05              |                           |                |                 |                       |
| 3                                       | Départ                    | 出発           | Shuppatsu       | 21 juillet 2017       |
| Tome 1- Chapitres 06-07-08              |                           |                |                 |                       |
| 4                                       | Le bord de l'Abysse       | アビスの淵     | Abisu no fuchi  | 28 juillet 2017       |
| Tome 2 - Chapitres 09-10                |                           |                |                 |                       |
| 5                                       | L'incinérateur            | 火葬砲         | Kasō-hō         | 4 août 2017           |
| Tome 2 - Chapitres 10-11-12             |                           |                |                 |                       |
| 6                                       | Le camp d'explorateur     | 監視基地       | Shiikā kyanpu   | 11 août 2017          |
| Tome 2 - Chapitres 13-14                |                           |                |                 |                       |
| 7                                       | Le Seigneur figé          | 不動卿         | Fudō kyō        | 18 août 2017          |
| Tome 2 - Chapitres 15-16                |                           |                |                 |                       |
| 8                                       | Entraînement de survie    | 生存訓練       | Seizon kunren   | 25 août 2017          |
| Tomes 2 (fin) et 3 - Chapitres 16-17    |                           |                |                 |                       |
| 9                                       | La Grande Fissure         | 大断層         | Dai dansō       | 1er septembre 2017    |
| Tome 3 - Chapitre 18                    |                           |                |                 |                       |
| 10                                      | Poison et malédiction     | 毒と呪い       | Doku to noroi   | 8 septembre 2017      |
| Tome 3 - Chapitres 18-19-20             |                           |                |                 |                       |
| 11                                      | Nanatchy                  | ナナチ         | Nanachi         | 15 septembre 2017     |
| Tome 3 - Chapitres 20-21                |                           |                |                 |                       |
| 12                                      | La Véritable Malédiction  | 呪いの正体     | Noroi no shōtai | 22 septembre 2017     |
| Tome 3 - Chapitres 22-23                |                           |                |                 |                       |
| 13                                      | Braver les tréfonds       | 挑む者たち     | Idomu monotachi | 29 septembre 2017     |
| Tomes 3 (fin) et 4 - Chapitres 24-25-26 |                           |                |                 |                       |

#### Saison 2 (2022)
| No                                                       | Titre français                           | Titre japonais     | Titre japonais              | Date de 1re diffusion |
| No                                                       | Titre français                           | Kanji              | Rōmaji                      | Date de 1re diffusion |
| -------------------------------------------------------- | ---------------------------------------- | ------------------ | --------------------------- | --------------------- |
| 1 (14)                                                   | La boussole qui pointe vers les ténèbres | 羅針盤は闇を指した | Rashinban wa yami o sashita | 6 juillet 2022        |
| Tome 8 - Chapitre 48 et Tome 6 - Chapitre 39             |                                          |                    |                             |                       |
| 2 (15)                                                   | La cité du non-retour                    | 還らずの都         | Kaerazu no miyako           | 13 juillet 2022       |
| Tome 6 - Chapitres 39-40                                 |                                          |                    |                             |                       |
| 3 (16)                                                   | Le village des ombres                    | 成れ果て村         | Narehate mura               | 20 juillet 2022       |
| Tome 6 - Chapitres 40-41 et Tome 8 - Chapitre 49         |                                          |                    |                             |                       |
| 4 (17)                                                   | Amitié                                   | 友人               | Yūjin                       | 27 juillet 2022       |
| Tomes 6 (fin) et 7 - Chapitres 42-43-44                  |                                          |                    |                             |                       |
| 5 (18)                                                   | Secret                                   | 秘匿               | Hitoku                      | 3 août 2022           |
| Tome 7 - Chapitres 43-44-45                              |                                          |                    |                             |                       |
| 6 (19)                                                   | L'appel                                  | 呼び込み           | Yobikomi                    | 10 août 2022          |
| Tome 7 - Chapitres 46-47                                 |                                          |                    |                             |                       |
| 7 (20)                                                   | Le berceau des désirs                    | 欲望の揺籃         | Yokubō no yōran             | 17 août 2022          |
| Tome 8 - Chapitres 49-50                                 |                                          |                    |                             |                       |
| 8 (21)                                                   | La forme du souhait                      | 願いの形           | Negai no katachi            | 24 août 2022          |
| Tome 7 (fin) - Chapitre 47 et Tome 8 (fin) - Chapitre 51 |                                          |                    |                             |                       |
| 9 (22)                                                   | Le retour                                | 帰還               | Kikan                       | 31 août 2022          |
| Tome 9 - Chapitres 52-53                                 |                                          |                    |                             |                       |
| 10 (23)                                                  | Tout ce qui se ramasse                   | 拾うものすべて     | Hirou mono subete           | 7 septembre 2022      |
| Tome 9 (fin) - Chapitres 54-55                           |                                          |                    |                             |                       |
| 11 (24)                                                  | La valeur                                | 価値               | Kachi                       | 14 septembre 2022     |
| Tome 10 - Chapitres 56-57                                |                                          |                    |                             |                       |
| 12 (25)                                                  | L'or                                     | 黄金               | Ōgon                        | 28 septembre 2022     |
| Tome 10 (fin) - Chapitres 58-59-60                       |                                          |                    |                             |                       |

### Films d'animation
Deux films récapitulatifs de la première saison, L'aube du voyage (Journey's Dawn) et Le crépuscule errant (Wandering Twilight), sont sortis le 4 et 18 janvier 2019, respectivement.
Un film reprenant les tomes 4 et 5 du manga, Made in Abyss le film: L'Aurore de l'Âme des Profondeurs (劇場版メイドインアビス 深き魂の黎明, Made in Abyss: Fukaki Tamashii no Reimei), est paru le 17 janvier 2020 au Japon. L'avant-première européenne du film a été annoncée le 22 janvier 2020 par Wakanim. La projection a eu lieu le 22 février 2020 au Grand Rex à Paris sous le nom Made in Abyss : L'Aurore des Profondeurs,.
Une suite de la saison 2 de la série a été annoncée en production le 15 janvier 2023. En août 2025, il est annoncé que cette suite serait sous forme d'une série de plusieurs films dont le premier serait diffusé en 2026 sous le nom de Made in Abyss: Mezameru Shinpi (メイドインアビス 目覚める神秘).

## Jeu vidéo
En mai 2021, Spike Chunsoft annonce le développement d'un jeu vidéo. Il s'agit d'un RPG au scénario original, nommé Made in Abyss: Binary Star Falling into Darkness (Made in Abyss : une étoile binaire tombant dans les ténèbres). Le jeu est sorti le 2 septembre 2022 sur les consoles PlayStation 4, Nintendo Switch, et Microsoft Windows via la plateforme Steam.

## Film en prise de vues réelles
En juin 2021, Columbia Pictures de Sony a annoncé qu'une adaptation cinématographique en direct est en cours de développement. Le film sera produit par Roy Lee et Masi Oka et réalisé par Kevin McMullin.

## Artbook
Un trio d'artbook est publié par Ototo le 4 décembre 2020. Le premier artbook Pictorial record of cave raiders contient les différentes illustrations promotionnelles ainsi que les croquis détaillés de la faune et des personnages de l’œuvre. Il contient également l'interview d'Akihito Tsukushi, auteur du manga. Le deuxième Background art book regroupe tous les visuels des décors de la série ainsi que l'interview d'Osamu Masuyama, directeur artistique de la série. Le troisième Storyboard complete collection contient l'intégralité du storyboard de la série épisode par épisode avec les commentaires de Masayuki Kojima, réalisateur de la série.

## Accueil

### Manga
En février 2020, le manga avait plus de 3,3 millions d'exemplaires en circulation.
Le manga a été nommé pour la onzième édition du Grand prix du manga de 2018, arrivant à la huitième place avec un total de 40 points. La série s'est classée 13e dans le top 20 des mangas pour lecteurs masculins de Kono Manga ga Sugoi! en 2018. Le manga a été nommé pour le Prix Asie de la Critique 2018 de la 12e ACBD. En 2023, Made in Abyss a remporté le prix d'excellence lors des 52e Prix de l'Association des auteurs de bande dessinée japonais,.

### Anime
L'adaptation anime obtient la première place dans les catégories « Meilleure bande originale » et « Meilleur anime de l'année » aux Crunchyroll Anime Awards. La série a remporté les Anime Trending Awards 2018 dans la catégorie Meilleur Adaptation, Meilleur Ost et Anime d'action ou d'aventure de l'année et a été nommée dans plusieurs autres catégories. L'anime a également remporté le 25e prix Manga Barcelona dans la catégorie Meilleur anime en 2019. Made in Abyss est l'une des œuvres recommandées par le jury dans la division Animation du 21e Japan Media Arts Festival. En 2023, la deuxième saison de la série animée a été nommée pour la 7e Crunchyroll Anime Awards dans plusieurs catégories, mais n'a pas gagné. Il a également reçu le prix du meilleur anime fantastique à la 9e Anime Trending Awards,.
Crunchyroll l'a inscrite dans leur « Top 100 des meilleurs anime des années 2010 ». IGN a également classé Made in Abyss parmi les meilleures séries animées des années 2010.